# Wûnseradiel
Wûnseradiel là một đô thị ở tỉnh Friesland (Fryslân) ở phía bắc Hà Lan, tại khu vực cuối phía đông của Afsluitdijk. Đây là tên chính thức trong tiếng Tây Frisia. Trong tiếng Hà Lan, tên này được viết Wonseradeel (phát âmⓘ).

## Các thị trấn và các làng
Allingawier, Arkum, Arum, Atzeburen, Baarderburen, Baburen, Breezanddijk, Burgwerd, Cornwerd, De Blokken, Dedgum, Dijksterburen, Doniaburen, Eemswoude, Engwier, Exmorra, Exmorrazijl, Ferwoude, Gaast, Gooium, Grauwe Kat, Harkezijl, Hartwerd, Hayum, Hemert, Hichtum, Hieslum, Idsegahuizum, Idserdaburen, It Fliet, Jonkershuizen, Jousterp, Kampen, Kimswerd, Kooihuizen, Kornwerderzand, Koudehuizum, Lollum, Longerhouw, Makkum, Oosthem, Parrega, Piaam, Pingjum, Rijtseterp, Scharneburen, Schettens, Schraard, Strand, Tjerkwerd, Vierhuizen, Witmarsum, Wonneburen, Wons, Zurich.

## Nhân vật nổi tiếng của đô thị này
- Grutte Pier sinh ra ở Kimswerd, sinh ra vào khoảng năm 1480, là một người đấu tranh cho tự do, lãnh đạo dân làng trong cuộc chiến du kích chống lại lực lượng chiếm đóng.
- Menno Simons sinh ra ở Witmarsum năm 1492 hoặc 1496. Ông là nhà lãnh đạo Anabaptist Hà Lan.